# Ducato di Piacenza
Il Ducato di Piacenza fu uno dei ducati istituiti dai Longobardi in Italia. 

## Storia
Con la conquista longobarda, la Regio VIII Aemilia istituita dai Romani si trovò divisa in due; da una parte Piacenza, Parma, Reggio Emilia e Modena (tutti ducati longobardi), e dall'altra, da Ravenna a Bologna, città bizantine (quest'ultima viene persa nel 728 assieme ad Imola).
Nel 590 un'incursione bizantina, forte di nuove armate inviate dall'Impero e guidata dal patrizio Gallicino, riportò le città di Modena e Mantova  sotto il controllo dell'Esarcato d'Italia ottenendo contemporaneamente la sottomissione dei duchi di Parma, Reggio e Piacenza. A quest'epoca risale un tentativo di defezione verso l'Impero bizantino dei duchi di Parma, Piacenza e Reggio, che passarono al servizio dell'esarca Romano in cambio di una mercede.
Nel 603, Agilulfo riuscì a passare al contrattacco e a riconquistare definitivamente l'Emilia. A partire da quella data non sono più state tramandate testimonianze certe sulla sopravvivenza dell'istituto ducale a Piacenza, infatti passò ad essere governata da un gastaldo di nomina regia, ossia un semplice amministratore, diventando territorialmente dipendente dal re.
Nel 773 Carlo Magno, re dei Franchi, occupò Piacenza, scendendo verso Roma. La città divenne sede di una contea carolingia. Con la sconfitta dei Longobardi da parte dei Franchi, i ducati longobardi furono sostituiti da comitati franchi sui quali esercitarono il potere prima i Conti di Piacenza e poi, fra il IX e il X secolo, i vescovi; furono infatti concessi immunità e privilegi ai vescovi di Parma, Piacenza e Reggio.

### Fonti primarie
- Paolo Diacono, Historia Langobardorum (Storia dei Longobardi, Lorenzo Valla/Mondadori, Milano 1992).

### Fonti secondarie
- Ettore Falconi, Roberta Peveri, Il "Registrum Magnum" del Comune di Piacenza, Milano, 1984.
- Gian Piero Bognetti, Il gastaldato longobardo e i giudicati di Adaloaldo, Arioaldo e Pertarito nella lite tra Parma e Piacenza, in Studi e storia del diritto in onore di Arrigo Solmi - Vol. II, p. 95-151, p. 111 e p.119, Milano, 1940-41.
- Marzio Dall'Acqua, Marzio Lucchesi, Parma città d'oro, Parma, Albertelli, 1979.
- Jörg Jarnut, Storia dei Longobardi, traduzione di Paola Guglielmotti, Torino, Einaudi, 1995  [1982], ISBN 88-06-13658-5.
- Sergio Rovagnati, I Longobardi, Milano, Xenia, 2003, ISBN 88-7273-484-3.